# Gezähnter Feldsalat
Der Gezähnte Feldsalat (Valerianella dentata) ist ein in Mitteleuropa zerstreut bis ziemlich verbreitet vorkommender Angehöriger der Baldriangewächse (Valerianoideae).

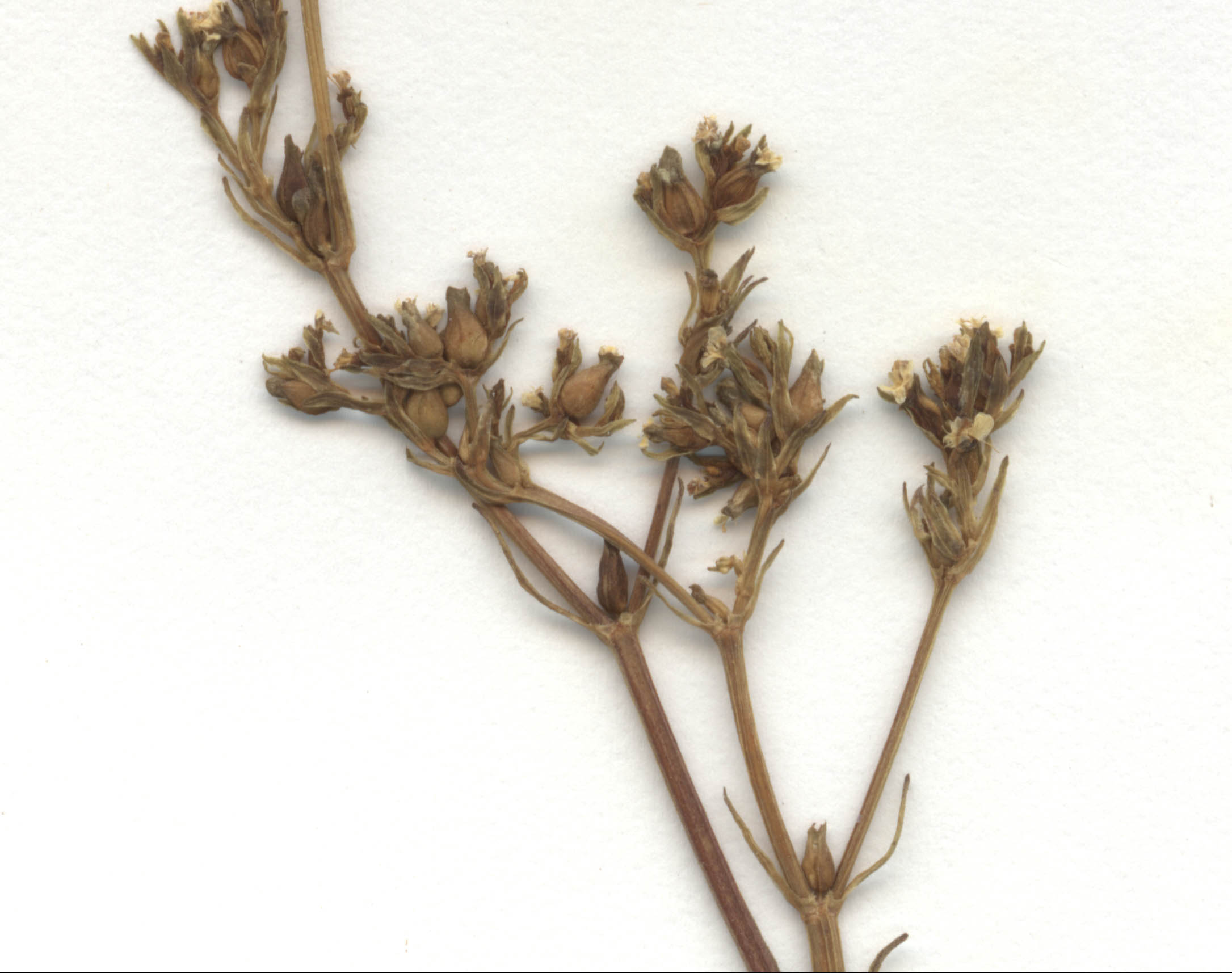
Gezähnter Feldsalat (Valerianella dentata), Herbarbeleg

## Erscheinungsbild
Die einjährige krautige Pflanze ähnelt in ihrem Aussehen sehr dem häufig vorkommenden Gewöhnlichen Feldsalat (Valerianella locusta). Sie erreicht meist Wuchshöhen zwischen 15 und 35 cm. Der vier- bis sechskantige Stängel besitzt insbesondere im unteren Teil abwärts gerichtete Haare sowie rosettig gehäufte Laubblätter. Diese sind mehr oder weniger kahl, spatelförmig und ganzrandig. Die oberen sind sitzend, lanzettlich-linealisch geformt und besitzen teilweise deutlich ausgebildete Zähne.
Der Blütenstand ist mehrfach gabelig verzweigt und enthält in den Achseln oft einzelne Blüten.
Die Blüten sind etwa 1,5 mm lang und bläulich-weiß gefärbt.    
Die Frucht ist kahl (Valerianella dentata subsp. dentata) bis hakig behaart (Valerianella dentata subsp. eriosperma (Wallr.) Holub), von eiförmig-kegeliger Gestalt und seitlich abgeflacht. Sie besitzt einen langen spitzen Zahn sowie zwei weitere, oben angedeutete. Gegenüber dem großen Kelchzahn ist die Frucht nur leicht gewölbt und fein 3-rippig ausgebildet. An einem großen Fruchtfach mit Samen liegen zwei schmale, rippenartige, leere Fruchtfächer.
Der Gezähnte Feldsalat blüht vorwiegend in den Monaten Juni und Juli.
Die Chromosomenzahl beträgt 2n = 14 oder 16.

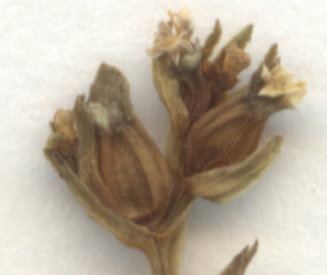
Valerianella dentata subsp. dentata
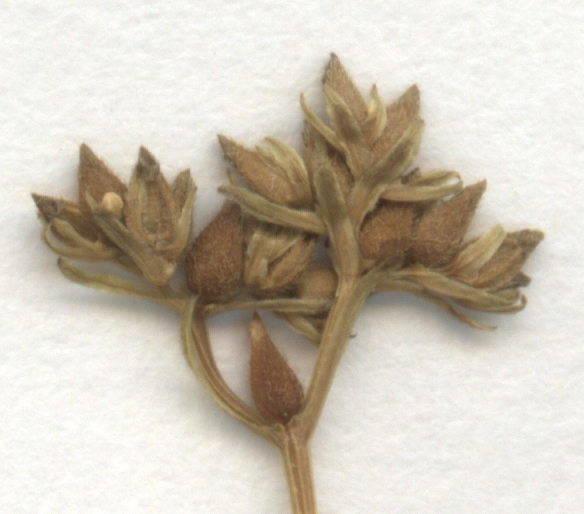
Valerianella dentata subsp. eriosperma
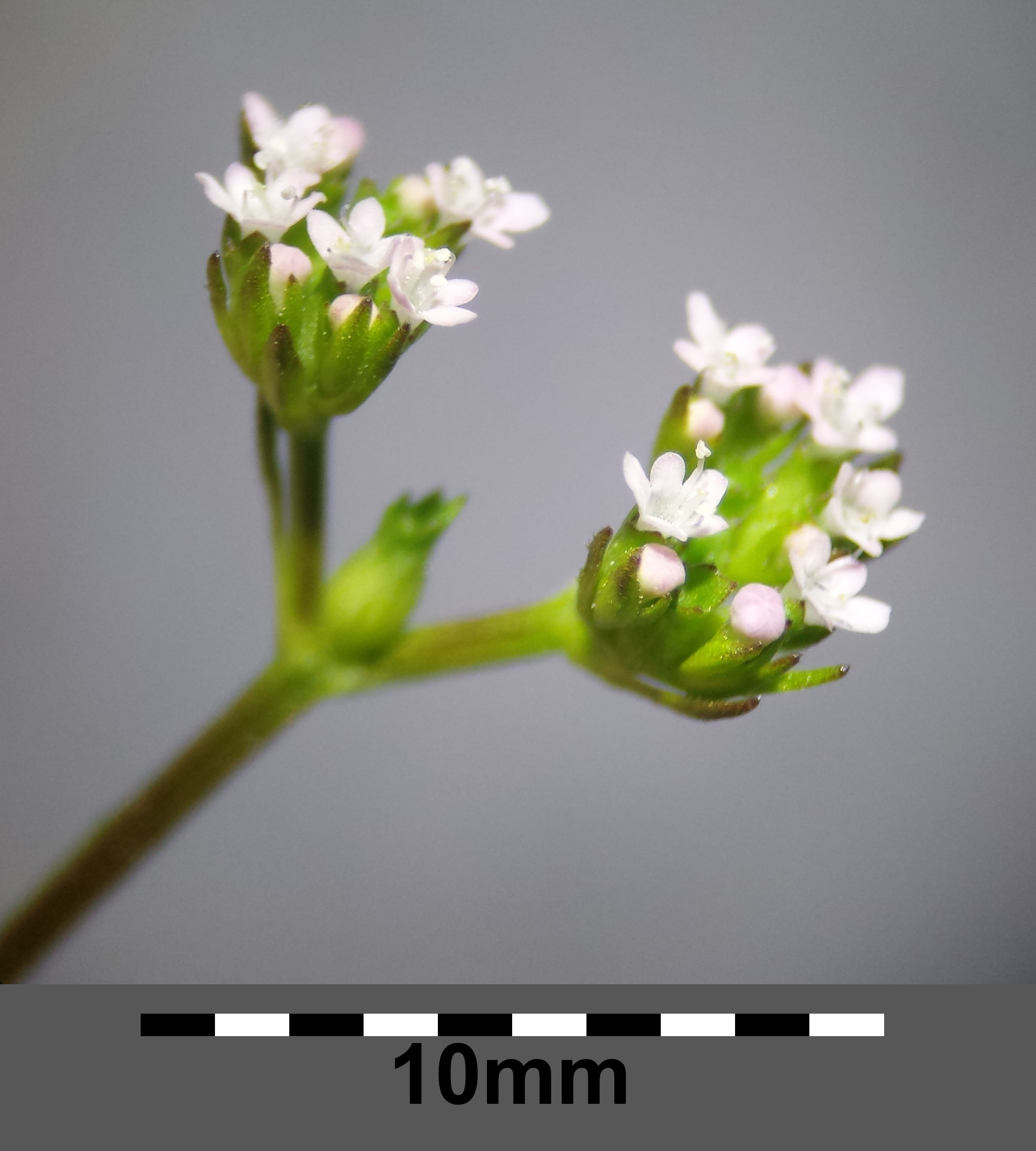
Blütenstand
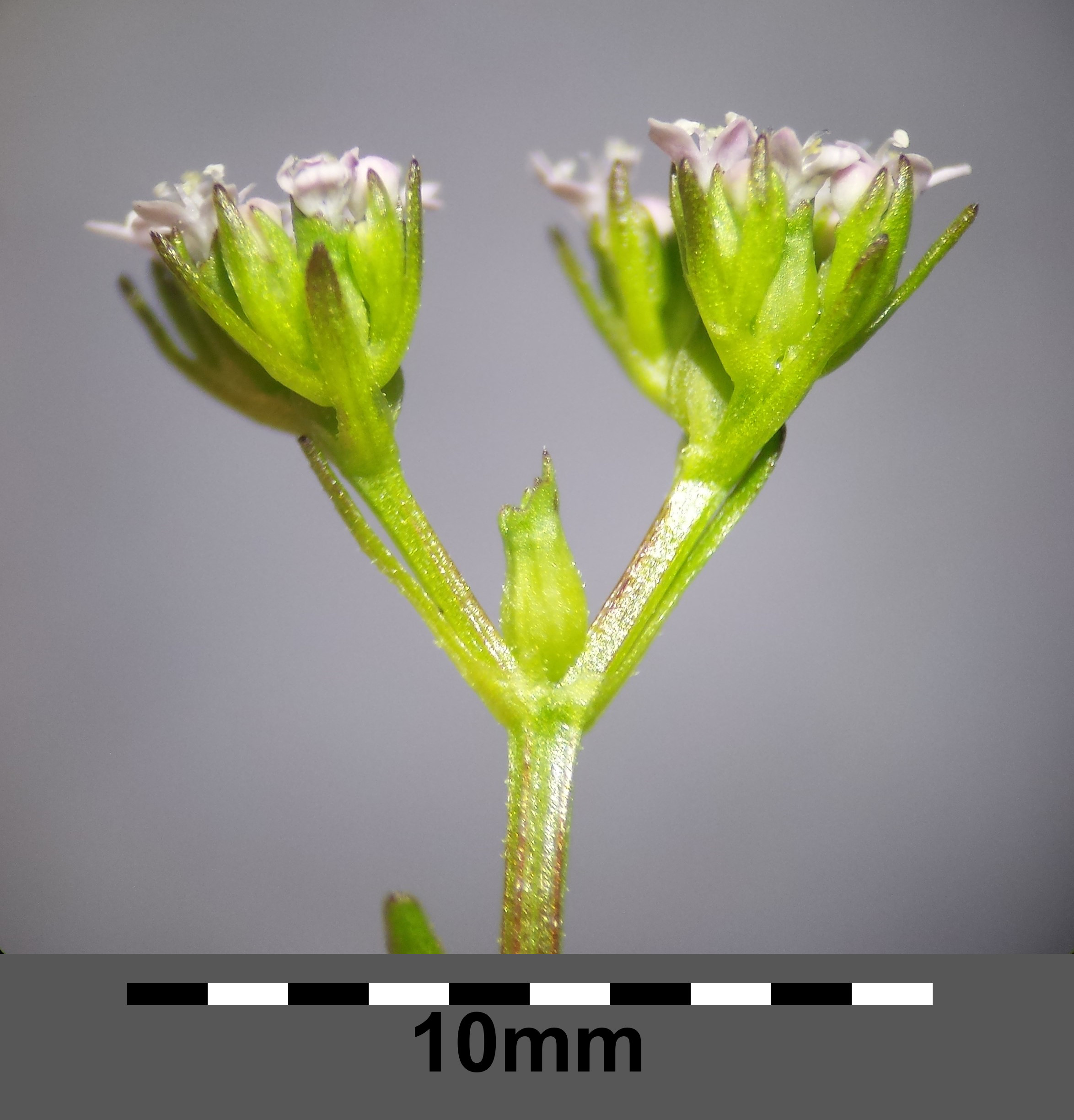
Blütenstand
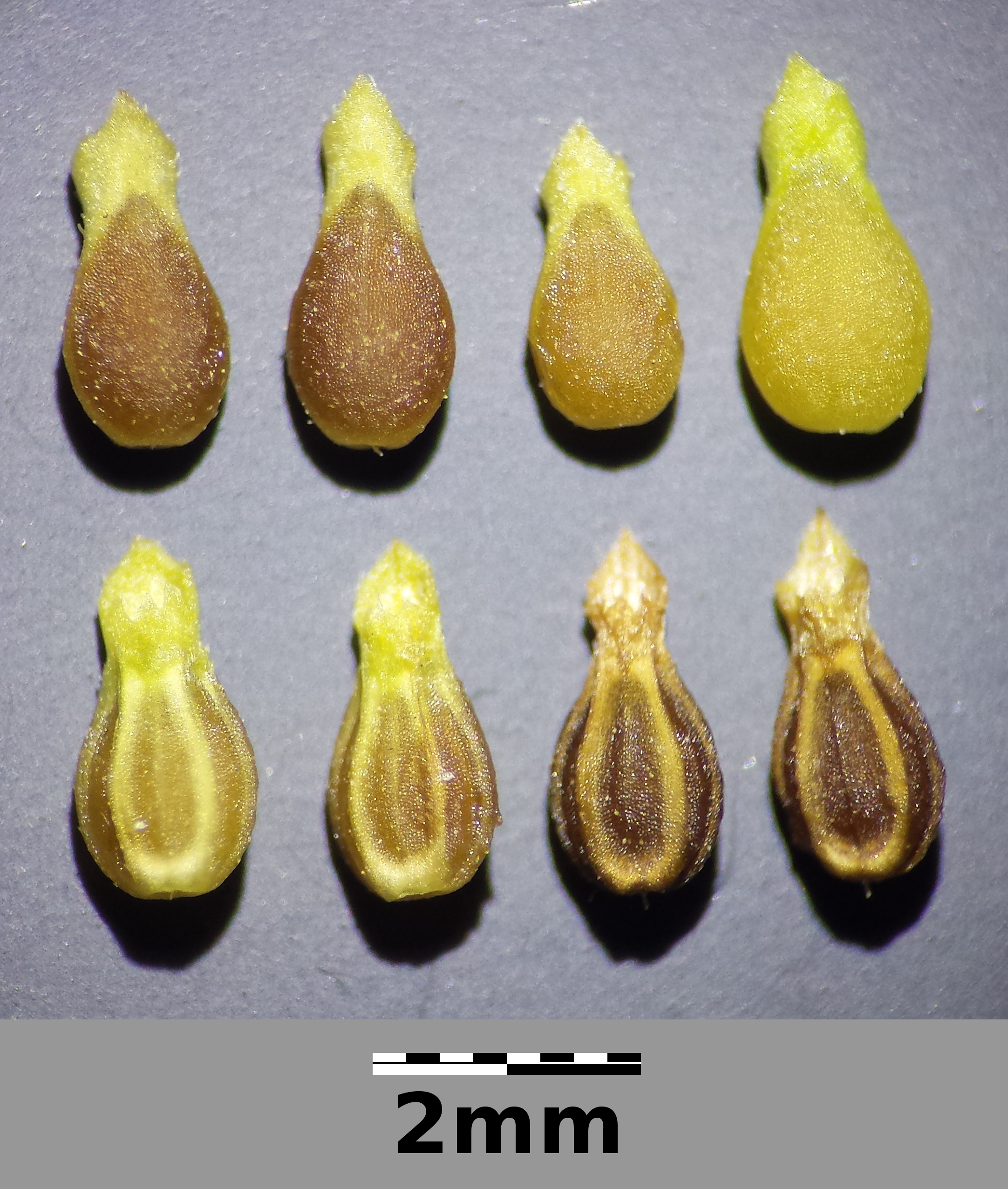
Reife Früchte

## Standortansprüche und Verbreitung
Valerianella dentata wächst in Getreidefeldern, an Wegrändern und an Böschungen. Die Art bevorzugt frische bis mehr oder weniger trockene, warme, nährstoffreiche und meist lehmige Böden. Er kommt in Mitteleuropa vor in Gesellschaften der Klasse Sedo-Scleranthetea und auch der Verbände Caucalidion lappulae oder Fumario-Euphorbion.
Der Gezähnte Feldsalat kommt in West-, Mittel- und Südeuropa sowie in Nordafrika vor. Östlich dringt er bis in den Kaukasus vor. Er ist ein submediterran-mediterranes Florenelement. Sein Verbreitungsgebiet umfasst Marokko, Algerien, Tunesien, Spanien, Portugal, Andorra, die Balearen, Frankreich, die Kanalinseln, Großbritannien, Irland, die Niederlande, Belgien, Luxemburg, Deutschland, die Schweiz, Österreich, Liechtenstein, Italien, Sardinien, Korsika, Sizilien, Dänemark Schweden, Norwegen, Slowenien, Serbien, Kroatien, Ungarn, Tschechien, die Slowakei, Ungarn, Litauen, Lettland, Estland, Moldawien, die Ukraine, das europäische Russland, Bosnien-Herzegowina, Montenegro, Albanien, Griechenland, Bulgarien, Rumänien, Weißrussland, die europäische und asiatische Türkei, die Ägäis, Syrien, den Kaukasusraum, Armenien, Georgien und Aserbaidschan. Auf den Azoren, Madeira und den Kanaren ist er ein Neophyt.
In Deutschland kommt die Art zerstreut bis ziemlich verbreitet, vor allem im mittleren und südlichen Gebiet vor. Im Nordwesten ist der Gezähnte Feldsalat dagegen sehr selten zu finden. In Österreich findet man Valerianella dentata in collinen bis montanen Stufen zerstreut bis selten vor. In der Schweiz kommt die Art zerstreut vor.

## Systematik
Es könne zwei Unterarten an ihren Früchten unterschieden werden:
- Valerianella dentata subsp. dentata
- Valerianella dentata subsp. eriosperma (Wallr.) Holub